# Gomoh
Gomoh är en ort i Indien.   Den ligger i distriktet Dhanbad och delstaten Jharkhand, i den östra delen av landet, 1 000 km sydost om huvudstaden New Delhi. Gomoh ligger 247 meter över havet och antalet invånare är 31 395.
Terrängen runt Gomoh är huvudsakligen platt, men norrut är den kuperad. Terrängen runt Gomoh sluttar söderut. Runt Gomoh är det tätbefolkat, med 709 invånare per kvadratkilometer. Närmaste större samhälle är Kātrās, 17,1 km sydost om Gomoh. Omgivningarna runt Gomoh är en mosaik av jordbruksmark och naturlig växtlighet.